# Надгробни споменик Томи Сандуловићу
Надгробни споменик Томи Сандуловићу се налази на православном гробљу у Панчеву и представља непокретно културно добро као споменик културе.
Споменик се налази испред капеле, лево од улаза, израђен је на постољу, од црног мермера. Подигнут је Томи Сандуловићу, знаменитом грађанину Панчева, који се заједно са Игњатом Барајевцем, сматра оснивачем панчевачке гимназије. На предњој страни споменика уклесан је натпис: „Панчевачком грађанину и оснивачу панчевачке гимназијске накладе Томи Сандуловићу умрлом 9. фебруара 1835. Признање народа. 1874.”